# SONIC GROOVE CLIPS
『SONIC GROOVE CLIPS』（ソニック・グルーヴ・クリップス）は、日本の女性グループSPEEDのミュージック・クリップ集（Blu-ray Disc）。2013年3月13日にSONIC GROOVEよりリリースされた。

## 解説
- ミュージック・クリップが初めてBlu-ray Disc化された作品。
- SONIC GROOVE移籍後に制作されたクリップを収録している。
- 初収録の映像はなく、シングルやアルバムの付属DVDに収録されたものがそのまま用いられている。
- 「Stars to shine again」のクリップはこの作品で初めて完全な形で収録された[注 1]。
- 初回生産分のみ色違いジャケットのスリーブケース仕様。

## 収録内容
1. Be My Love -music clip-
13thシングル
2. Walking in the rain -music clip-
14thシングル
3. Stars to shine again -Cheerleader clip-
14thシングル
4. あしたの空 -music clip-
15thシングル
5. S.P.D. -music clip-
16thシングル
6. Wake Me Up! -Re Track- -music clip-
4thシングル / ベストアルバム『SPEEDLAND』収録バージョン
7. 熱帯夜 -Re Track- -music clip-
4thシングルカップリング曲 / ベストアルバム『SPEEDLAND』収録バージョン
8. ヒマワリ -Growing Sunflower- -music clip-
17thシングル
9. 指環 -music clip-
18thシングル
10. Let's Heat Up! -music clip-
19thシングル
11. リトルダンサー -music clip-
20thシングル
12. Be My Love -music clip offshot-
13. あしたの空 -music clip offshot-
14. S.P.D. -music clip offshot-
15. Wake Me Up! -Re Track- -music clip offshot-
16. 熱帯夜 -Re Track- -music clip offshot
17. ヒマワリ -Growing Sunflower- -music clip offshot-
18. 指環 -music clip offshot-
19. Let's Heat Up! -music clip offshot-
20. リトルダンサー -music clip offshot-